# Pierre Emmanuel Bruneseau
 (juillet 2013).
Si vous disposez d'ouvrages ou d'articles de référence ou si vous connaissez des sites web de qualité traitant du thème abordé ici, merci de compléter l'article en donnant les références utiles à sa vérifiabilité et en les liant à la section « Notes et références ».
Pierre Emmanuel Bruneseau (1751-1819) fut inspecteur des travaux de la Ville de Paris. Il fut le créateur du Service des Égouts de Paris.
Entre 1805 et 1812, il entreprit d'en établir la cartographie, tout en tentant d'en réaliser le curage. En effet, le peu d'égouts existant est mal connu de l'Administration de l'époque, qui n'en possède pas les plans.  
Il est cité dans Les Misérables de Victor Hugo. Depuis 1946, il donne son nom à la rue Bruneseau, dans le 13e arrondissement de Paris.